# Missió de Suport de les Nacions Unides a Líbia
La Missió de Suport de les Nacions Unides a Líbia (també coneguda per les sigles UNSMIL, de l'anglès United Nations Support Mission in Libya) és una missió avançada a Líbia, després de la Guerra Civil de Líbia. L'UNSMIL no és una missió militar, sinó una política dirigida pel Departament d'Afers Polítics de les Nacions Unides. Va ser autoritzada per la resolució 2009 del Consell de Seguretat de les Nacions Unides del 16 de setembre de 2011, per un període inicial de tres mesos. Té per objectiu assistir a les autoritats líbies a restaurar la seguretat i l'Estat de dret, promovent el diàleg polític i la reconciliació nacional; al mateix temps que també se li ha encomanat assistir al Consell Nacional de Transició en la redacció d'una constitució per Líbia.

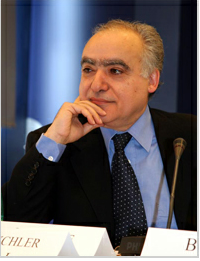
Ghassan Salamé cap de la missió des de 2017

Nombroses reunions de la missió es duen a terme a Tunis (Tunísia).

## Mandat
La resolució 2009 estableix una Missió de Suport de les Nacions Unides a Líbia (UNSMIL), sota el lideratge d'un Representant Especial del Secretari General per un període inicial de tres mesos, i decideix a més que el mandat de la UNSMIL serà ajudar i donar suport a Libia esforços nacionals per:
(a) restaurar la seguretat pública i ordenar i promoure l'imperi de la llei;
(b) emprendre un diàleg polític inclusiu, promoure la reconciliació nacional i iniciar el procés electoral i constitucional;
(c) ampliar l'autoritat estatal, fins i tot mitjançant l'enfortiment de les institucions responsables emergents i la restauració dels serveis públics;
(d) promoure i protegir els drets humans, especialment per als pertanyents a grups vulnerables, i donar suport a la justícia transicional;
(e) prendre les mesures immediates necessàries per iniciar la recuperació econòmica; i
(f) coordinar el suport que pugui demanar a altres actors multilaterals i bilaterals, segons correspongui;

## Representants Especials del Secretari General a Líbia
- Ian Martin (11 de setembre de 2011 - 17 d'octubre de 2012)
- Tarek Mitri.[5] (17 d'octubre de 2012 - 14 d'agost de 2014)
- Bernardino León Gross.[6] (14 d'agost de 2014 - 4 de novembre de 2015)[7]
- Martin Kobler (4 de novembre de 2015 - juny de 2017)
- Ghassan Salamé (juny de 2017 -)